# 王炎堂
王炎堂（1923年7月—2008年），男，原籍陕西合阳，生于江苏南通，中华人民共和国政治人物，曾任中共中央调查部副部长，政协第五届全国委员会副秘书长，第六、七、八届全国政协委员。
王炎堂同志原籍陕西省合阳县，1923年7月生于江苏省南通县。1938年1月参加革命工作，同年3月加入中国共产党。曾在延安陕北公学、延安中央党校、延安马列学院、中央社会部训练班学习，后任中央社会部科员、科长等职。新中国成立后，历任中央情报部处长，中央军委情报部处长，中央军委联络部情报顾问，军委联络部处长，中共云南省委调查部副部长，总参谋部情报部局长，中央调查部局长，中央调查部“五七”干校党委书记等职。1980年10月后历任中央调查部副部长，政协第五届全国委员会副秘书长，中央保密委员会专职委员，国家安全部咨询委员，中央纪委驻农牧渔业部纪检组组长等职。2004年6月离休。他是第六、七、八届全国政协委员。